# BPS-Grenze
Die Bogomolny-Prasad-Sommerfield-Grenze (kurz BPS-Grenze) ist im mathematischen Teilgebiet der Differentialgeometrie eine Ungleichung für die Energie von Yang-Mills-Higgs-Paaren, den Lösungen der Yang-Mills-Higgs-Gleichungen. Lösungen für welche die Ungleichung verschwindet werden BPS-Zustände genannt, was genau dann der Fall ist, wenn die Bogomolny-Gleichungen erfüllt sind und ein Minimum des Higgs-Feldes vorliegt. Die Anzahl der BPS-Zustände auf einer dreidimensionalen Calabi-Yau-Mannigfaltigkeit (CY-3) ist die Gopakumar-Vafa-Invariante, welche als erzeugende Funktion der Gromov-Witten-Invariante auftritt. Benannt ist die BPS-Grenze nach Evgeny Bogomolny, M.K. Prasad und Charles Sommerfield, welche diese im Jahr 1976 erstmals aufgestellt haben.
Nicht zu verwechseln die die BPS-Grenze mit der ebenfalls in der Yang-Mills-Theorie auftretenden BPST-Instantone. Dort stehen BPS für Alexander Belavin, Alexander Polyakov und Albert Schwarz.

## Herleitung

### Mathematische Notation
Sei {\displaystyle G} eine kompakte Lie-Gruppe mit Lie-Algebra {\displaystyle {\mathfrak {g}}} und {\displaystyle E\twoheadrightarrow B} ein {\displaystyle G}-Hauptfaserbündel, wobei {\displaystyle B} eine kompakte orientierbare Riemannsche 3-Mannigfaltigkeit mit Metrik {\displaystyle g} und Volumenform {\displaystyle \operatorname {vol} _{g}} ist. Sei {\displaystyle \operatorname {Ad} (E):=E\times _{G}{\mathfrak {g}}\twoheadrightarrow B} das adjungierte Vektorbündel. Sei {\displaystyle A\in \Omega _{\operatorname {Ad} }^{1}(E,{\mathfrak {g}})\cong \Omega ^{1}(B,\operatorname {Ad} (E))} ein Zusammenhang und {\displaystyle \Phi \in \Omega _{\operatorname {Ad} }^{0}(E,{\mathfrak {g}})\cong \Omega ^{0}(B,\operatorname {Ad} (E))\cong \Gamma ^{\infty }(B,\operatorname {Ad} (E))} ein glatter Schnitt, dann ist {\displaystyle \mathrm {d} _{A}:=\mathrm {d} +[A\wedge -]} die kovariante Ableitung und {\displaystyle F_{A}:=\mathrm {d} A+{\frac {1}{2}}[A\wedge A]\in \Omega _{\operatorname {Ad} }^{2}(E,{\mathfrak {g}})\cong \Omega ^{2}(B,\operatorname {Ad} (E))} die Krümmungsform.
Für {\displaystyle k}-Formen auf einer {\displaystyle n}-dimensionalen Riemannschen Mannigfaltigkeit gilt allgemein {\displaystyle \star ^{2}=(-1)^{k(n-k)}} für den Hodge-Stern-Operator. Insbesondere für die {\displaystyle 1}-Form {\displaystyle \mathrm {d} _{A}\Phi } auf der dreidimensionalen Mannigfaltigkeit {\displaystyle B} gilt also {\displaystyle \star ^{2}\mathrm {d} _{A}\Phi =\mathrm {d} _{A}\Phi }. Für zwei {\displaystyle k}-Formen {\displaystyle \omega } und {\displaystyle \eta } gilt allgemein {\displaystyle \langle \omega ,\eta \rangle =\star (\omega \wedge \star \eta )}. Insbesondere für die 1-Form {\displaystyle \mathrm {d} _{A}\Phi } gilt also:
{\displaystyle \|\mathrm {d} _{A}\Phi \|^{2}=\langle \mathrm {d} _{A}\Phi ,\mathrm {d} _{A}\Phi \rangle =\star (\mathrm {d} _{A}\Phi \wedge \star \mathrm {d} _{A}\Phi )=\star (\star ^{2}\mathrm {d} _{A}\Phi \wedge \star \mathrm {d} _{A}\Phi )=\langle \star \mathrm {d} _{A}\Phi ,\star \mathrm {d} _{A}\Phi \rangle =\|\star \mathrm {d} _{A}\Phi \|^{2}.}
{\displaystyle \star \mathrm {d} _{A}\Phi } ist nun genau wie die Krümmungsform {\displaystyle F_{A}} eine 2-Form. Für die Yang-Mills-Higgs-Wirkung gilt damit:
{\displaystyle \operatorname {YMH} (A,\Phi )={\frac {1}{2}}\int _{B}\|F_{A}\|^{2}+\|\mathrm {d} _{A}\Phi \|^{2}\mathrm {d} \operatorname {vol} _{g}={\frac {1}{2}}\int _{B}\|F_{A}\|^{2}+\|\star \mathrm {d} _{A}\Phi \|^{2}\mathrm {d} \operatorname {vol} _{g}={\frac {1}{2}}\int _{B}\|F_{A}\mp \star \mathrm {d} _{A}\Phi \|^{2}\pm 2\langle F_{A},\star \mathrm {d} _{A}\Phi \rangle \mathrm {d} \operatorname {vol} _{g}\geq \left|\int _{B}\langle F_{A},\star \mathrm {d} _{A}\Phi \rangle \mathrm {d} \operatorname {vol} _{g}\right|.}
Die Ungleichung ist genau dann echt, wenn die Bogomolny-Gleichungen {\displaystyle F_{A}=\pm \star \mathrm {d} _{A}\Phi } erfüllt sind. Wird in der Yang-Mills-Higgs-Wirkung zusätzlich noch ein Higgs-Potential {\displaystyle V(\Phi )\geq 0} addiert (üblich etwa {\displaystyle V(\Phi )\propto (1-|\Phi |^{2})^{2}} von der Form eines Sombrero), ist die Ungleichung genau dann echt, wenn zusätzlich noch ein Minimum {\displaystyle V(\Phi )=0} vorliegt.

### Physikalische Notation
In der Physik wird vor allem der dreidimensionale euklidische Raum {\displaystyle B=\mathbb {R} ^{3}} betrachtet. Im zweiten Term der kovarianten Ableitung wird zudem eine Zahl {\displaystyle g} als Faktor eingefügt, welche aufgrund der Nichtlinearität dieses Terms die Kopplung an sich selbst kontrolliert und daher als Kopplungskonstante bezeichnet wird. (In der Mathematik ist dies aufgrund von Reskalierungen und ohne Einheiten nicht relevant.) In der Physik beschreibt die Yang-Mills-Higgs-Wirkung einfach die Energie {\displaystyle E} der Yang-Mills-Higgs-Paare und im Falle der Krümmungsform einfach die Feldenergie des elektrischen Feldes {\displaystyle {\vec {E}}} und des magnetischen Feldes {\displaystyle {\vec {B}}} (ohne Berücksichtigung der elektrischen Permittivität {\displaystyle \varepsilon _{0}} und magnetischen Permeabilität {\displaystyle \mu _{0}} in natürlichen Einheiten). Es gilt:
{\displaystyle E={\frac {1}{2}}\int _{\mathbb {R} ^{3}}\mathrm {d} ^{3}x\operatorname {Tr} \left[{\overrightarrow {D\varphi }}\cdot {\overrightarrow {D\varphi }}\right]+{\frac {1}{g^{2}}}\operatorname {Tr} \left[{\vec {B}}\cdot {\vec {B}}+{\vec {E}}\cdot {\vec {E}}\right]\geq {\frac {1}{2}}\int _{\mathbb {R} ^{3}}\mathrm {d} ^{3}x\left({\overrightarrow {D\varphi }}\mp {\frac {1}{g}}{\vec {B}}\right)^{2}\pm {\frac {2}{g}}\operatorname {Tr} \left[{\overrightarrow {D\varphi }}\cdot {\vec {B}}\right]\geq {\frac {1}{g}}\left|\int _{\mathbb {R} ^{3}}\mathrm {d} ^{3}x\operatorname {Tr} \left[{\overrightarrow {D\varphi }}\cdot {\vec {B}}\right]\right|={\frac {1}{g}}\left|\int _{S^{2}}\mathrm {d} ^{2}{\vec {A}}\cdot \operatorname {Tr} \left[\varphi {\vec {B}}\right]\right|.}

## Supersymmetrie
In der Supersymmetrie ist die BPS-Grenze erfüllt, wenn die Hälfte, ein Viertel oder ein Achtel ihrer Generatoren ungebrochen ist. In diesem Fall ist die Masse gleich der zentralen Erweiterung der beteiligten Eichgruppen und dadurch eine topologische Quantenzahl.